# جميل راموس
جميل راموس (بالإسبانية: Jamell Ramos) هو لاعب كرة قدم كولومبي في مركز الدفاع، ولد في 12 أكتوبر 1981 في Caucasia, Antioquia ‏ في كولومبيا. لعب مع أتلتيكو جونيور وأوليمبيا أسونسيون وأونس كالداس وإنديبندينتي ميديلين وإنديبنديينتي سانتا في وديبورتيفو باستو وديبورتيفو كالي.

## وصلات خارجية
- جميل راموس على موقع الاتحاد الدولي (مؤرشف)  (الإنجليزية)
- جميل راموس على موقع قاعدة بيانات كرة القدم.إي يو (الإنجليزية)
- جميل راموس على موقع AS.com (الإسبانية)